# Venezuelaamazone
Die Venezuelaamazone (Amazona amazonica) auch Venezuela-Amazone ist die mit Abstand häufigste Art aus der Gattung der Amazonenpapageien (Amazona). Sie kommt in einem 7,4 Mio. km² großen Gebiet im nördlichen und zentralen Südamerika vor. Schätzungsweise leben dort noch rund 10 Mio. Exemplare.

## Erscheinungsbild
Die Venezuelaamazone zählt mit einer Gesamtlänge von etwa 31 cm zu den mittelgroßen Amazonen, ihr Gefieder ist wie das fast aller Amazonenpapageien grün, ihre Nackenfedern sind schwarz gesäumt. Stirn und Wangen sind gelb gefärbt, teilweise auch im Bereich der Stirn. Ihre Zügel und Stirn sind hellblau bis violettblau, wie auch der Bereich über den Augen. Ihr Schnabel ist an der Basis hornfarben und wird zur Spitze hin dunkler. Die Wachshaut ist grau, ebenso die Füße.
Wie auch die meisten anderen Arten der Gattung Amazona weist auch die Venezuelaamazone keinen Geschlechtsdimorphismus auf, bei Jungvögeln sind Kopf- und Schwanzgefieder weniger intensiv gefärbt und die Iris ist dunkelbraun.

## Verbreitung und Habitat

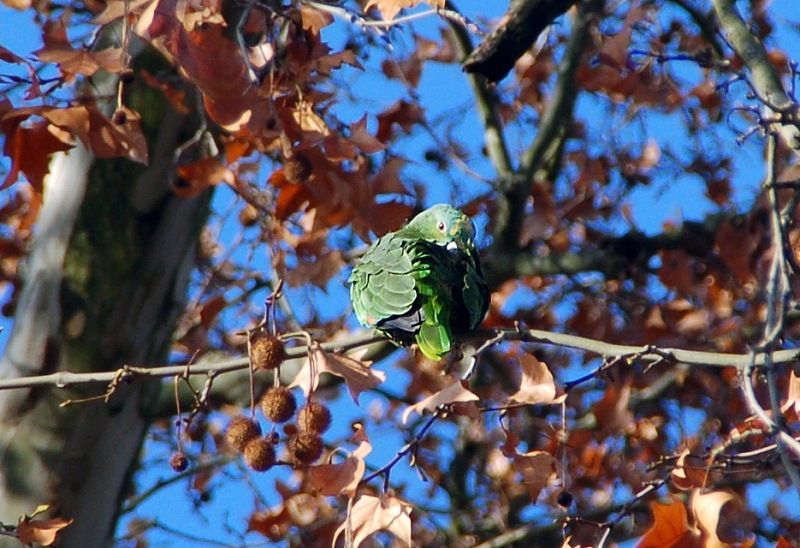
Venezuelaamazone in Wiesbaden

Das Verbreitungsgebiet der Venezuelaamazone erstreckt sich von Kolumbien östlich der Anden über Venezuela, Trinidad und Tobago, Guyana, Surinam, Französisch-Guayana, Ost-Ecuador, Ost-Peru, Nord-Bolivien bis nach Brasilien ins nördliche São Paulo.
Die Venezuelaamazone bewohnt alle Arten von Wäldern, Feuchtgebieten, savannenartige Flächen im tropischen Südamerika bis in eine Höhe von 650 m.
In einigen Städten Deutschlands sind freilebende Exemplare aufgetreten. Im Gegensatz zum Halsbandsittich sind aber noch keine Bruten in Freiheit festgestellt worden. In besonders harten Wintern kann es allerdings bei den Tieren zu Erfrierungen kommen, meist an den Füßen. Auf dem Foto wird ein Tier aus dem Biebricher Schlosspark am Wiesbadener Rheinufer gezeigt.

## Haltung

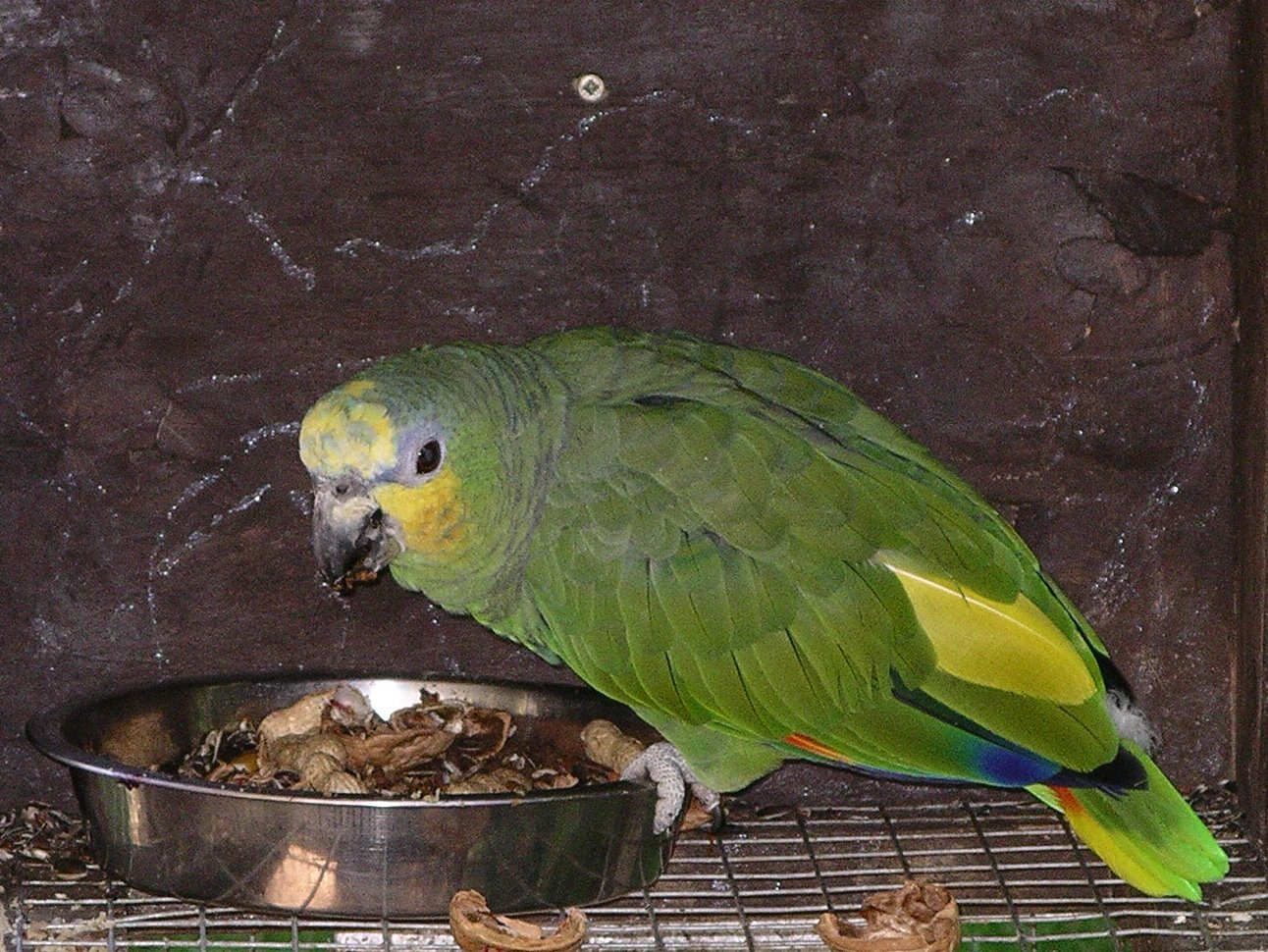
Venezuelaamazone

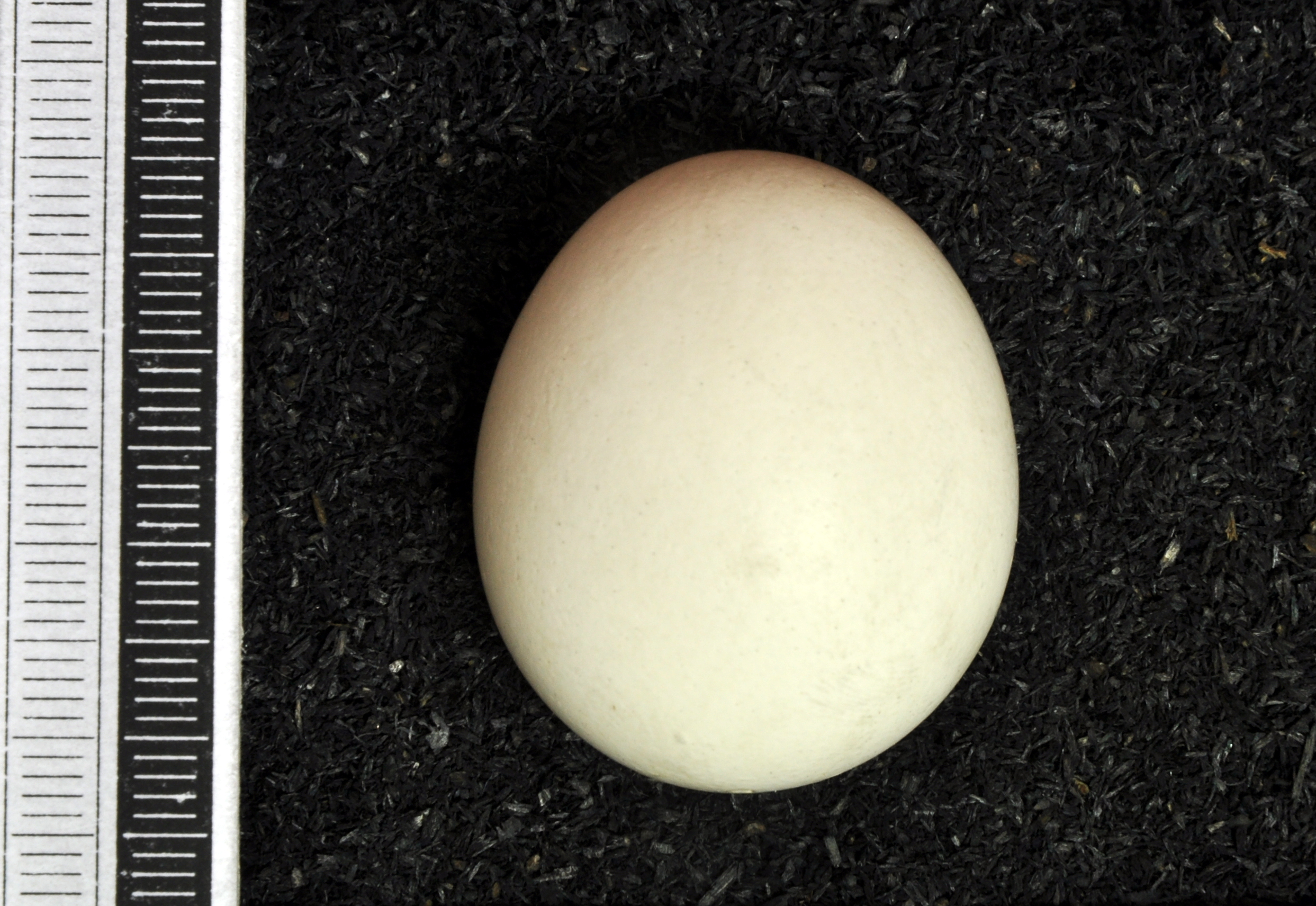
Ei, Sammlung Museum Wiesbaden

In der Heimtierhaltung ist die Venezuelaamazone verhältnismäßig beliebt, sie gehört zu den am häufigsten gehaltenen Amazonenarten. Sie gelten als robuste Pfleglinge, die schnell zutraulich gegenüber ihrem Pfleger werden. Die Zucht der Venezuelaamazone gelingt mittlerweile regelmäßig.
Die Brutzeit reicht von März bis Juni.